# 伊利亚·马里宁
伊利亞·馬里寧（英語：Ilia Malinin，2004年12月2日—）是一名美國男子花式滑冰運動員，擁有兩面世錦賽(2024、2025）、兩面大獎賽總決賽(2023、2024）以及三面全美錦標賽(2023、2024、2025)金牌。馬里寧是唯一一位在國際比賽中成功完成足周四周半跳的選手，也是第一位在單一節目中，毫無失誤地完成六個四周跳的選手。此外，他還是目前長曲世界紀錄保持人。他也是 ISU Skating Awards 2023年的特殊成就獎、2024年的最有價值運動員獎以及2025年最有價值單人滑選手獎的獲獎者。
在青年方面，馬里寧是2022年世界青年錦標賽冠軍，2021年JGP法國一區冠軍，以及2021年JGP奧地利冠軍。他目前保持著男子短節目、男子自由滑和男子綜合成績的世界青少年紀錄。

## 家庭
馬里寧出生於2004年12月2日，父母皆為蘇聯出生並代表烏茲別克的前花滑運動員。其父親羅曼·斯科尼亞科夫(Roman Skorniakov)為七次烏茲別克的國家冠軍、母親塔提亞娜·馬里尼娜(Tatiana Malinina)為1999年大獎賽總決賽以及四大洲錦標賽冠軍。他的妹妹(Elli Beatrice Malinina)出生於2014年，也是一名極具潛力的花滑運動員。馬里寧的父母目前於華盛頓FSC執教，並同時擔任他和妹妹的教練。而他的爺爺(Valery Malinin)則是前蘇聯花滑運動員，目前於新西伯利亞從事教練工作

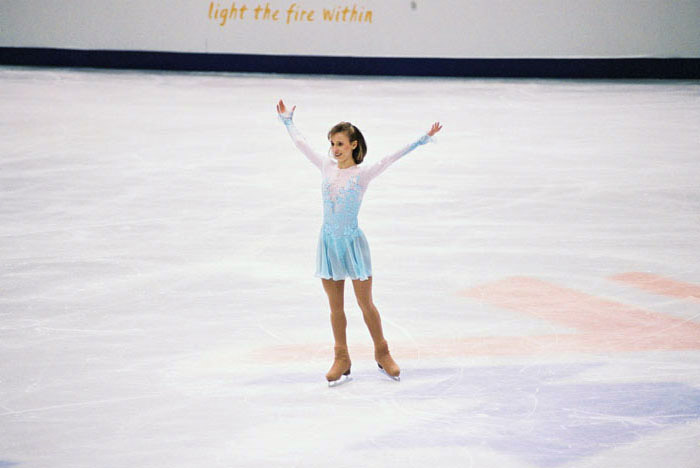
馬里寧的母親 (Tatiana Malinina)

馬里寧(Malinin)源自於其母親的姓氏(Malinina)的陽性形式。這是因為他的父母擔心其父親的姓氏(Skorniakov)對他人，特別是同學來說過難發音，因此選擇了更簡單易懂的「Malinin」作為他的姓氏。
由於父母皆來自俄羅斯，且在家庭與訓練中皆使用俄語與父母對話，因此馬里寧能說流利的俄語與英語。

## 技術特點
馬里寧的母親Tatiana Malinina曾擔任「ISU正確技術教學影片」的示範者，因此馬里寧自幼便接受如教科書般的技術訓練，不僅展現出卓越的跳躍高度與轉速，還能在空中保持穩定的姿態。此外，他也是少數能穩定完成4F和4Lz的選手之一。
其中他最喜歡的跳躍為勾手跳與阿克賽爾跳，從早年的Inatagram的用戶名「lutzgod」可窺見一斑。而相反，他最討厭的跳躍為後內點冰跳。
馬里寧也熱衷於挑戰各式高難度跳躍與組合，曾在採訪中表示他的終極目標是五周勾手跳。 在2024年的大獎賽總決賽中，他挑戰在一套節目中完成7個四周跳，雖然最終因跳躍不足圈以及摔倒而未能順利完成，但他仍是迄今唯一一位曾嘗試這一構成的選手。
以下為馬里寧曾完成的高難度跳躍：
- 4A (目前正賽唯一一個足周的四周半跳 ，也是目前為止正賽完成分最高的單跳）[10]
- 4Lz+eu+3F（目前正賽完成分最高的連跳）[11]
- 4S＋3A、3Lz+3A、3F+3A （正賽完成）[11]
- 3Lz+3A+3T (國內賽完成）[11]
- 4-4連跳與組合跳：4Lz+4Lo、4Lz+4T、4T+4Lo、4T+4T、4T+eu+4S[12][13][14]
- 4A連跳與組合跳：4T+4A、4A+3A+3A+3A+3A、4A+3T、4A+eu+3F、4A+eu+3S

## 職業生涯

### 早期
由於花式滑冰需要極大的精力投入與犧牲，馬里寧的父母起初並不支持他走上專業運動員之路，但最終在他6歲半時，還是讓他開始系統學習花式滑冰。
在馬里寧6-7歲時，比起花滑，他更喜歡踢足球而非被父母訓練著。就在這時，他的爺爺瓦列里·馬里寧（Valery Malinin）建議他的母親塔提亞娜·馬里尼娜(Tatiana Malinina）要有耐心：「當他獲得三周跳之後，你就無法把他從滑冰場拖走了」。經過爺爺3個月的教導後，馬里寧學會了所有一周跳。
在2015-2016賽季，他獲得2016美國花式滑冰錦標賽兒童組金牌。在2016-2017賽季，他獲得2017美國花式滑冰錦標賽少年組金牌。在2018-2019賽季，他獲得2019美國花式滑冰錦標賽少年大齡組銅牌。在國際上，他獲得2018年的亞洲公開花式滑冰錦標賽 和金熊盃(The Golden Bear of Zagreb)的冠軍。

### 青年組

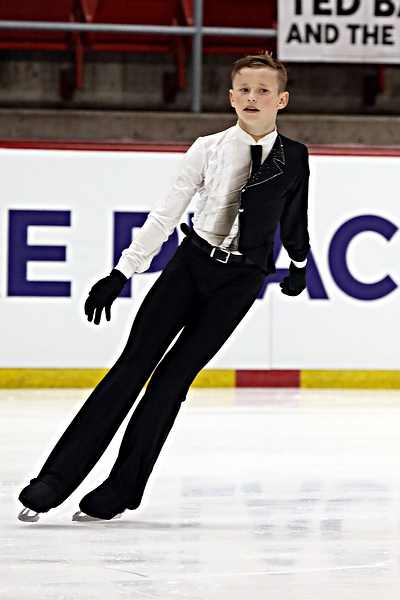
2019JGP 美國站

#### 2019-2020賽季：青年組首度登場
馬里寧的青年組首戰於費城夏季錦標賽（Philadelphia Summer Championships）亮相並獲得冠軍。在大獎賽分站賽方面，他獲得美國站第四名和義大利站第七名。
受到傷病影響，他未能參加該賽季的美國花式滑冰錦標賽，但基於該賽季的表現，他還是獲得了一個世青賽的名額。在世界青年花式滑冰錦標賽上，他獲得短曲第13，長曲第18，總分第16的成績。

#### 2020-2021賽季：首度於正賽跳出四周跳
2020年7月10日，馬里寧於instagram 上傳他的第一個四周後外點冰跳(4T)，並於隔日上傳他的第一個四周連跳(4S+3T)。由於新冠疫情爆發，青少年大獎賽分站賽遭到取消，於是他受邀參加成年組的大獎賽美國站(在該賽季為半國內賽），並使用了四周後外點冰跳(4T)和四周後內結環跳(4S)，獲得此次比賽的第五名。
受到腳踝傷病的影響，他未能參加該賽季的美國花式滑冰錦標賽。

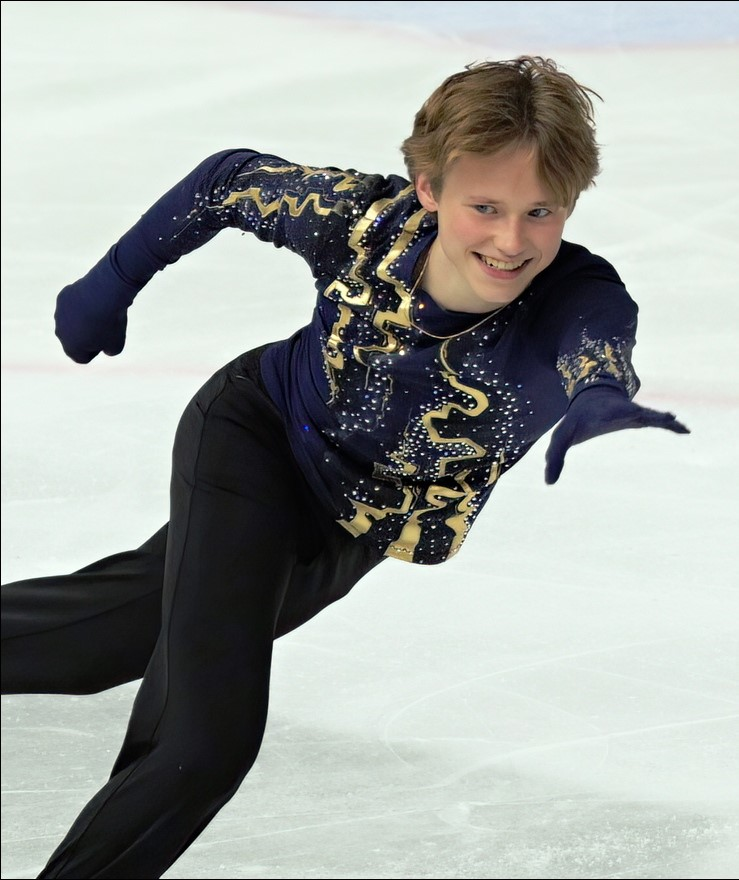
2021 CS Cup of Austria

#### 2021-2022賽季：世青賽冠軍
隨著青少年大獎賽分站賽的重新舉辦，馬里寧重返國際賽場，儘管有些許失誤，他仍然獲得法國站與奧地利站的冠軍，順利晉級總決賽。然而，由於新冠疫情的影響，青少年大獎賽總決賽遭到取消。
成年組方面，他參加了2021年的奧地利盃(Cup of Austria)，在短曲中，由於三個跳躍均發生嚴重失誤，所以位列第13名 ; 但在長曲中，他完成正分的四周勾手跳(4Lz)，因而獲得長曲第二、總分第三的成績，這是馬里寧首個成年組國際賽事的獎牌。在2022美國花式滑冰錦標賽中，他以黑馬之姿獲得短曲破百，總分破三百，僅次於北京冬奧冠軍陳巍的好成績，這使他獲得該年度世錦賽的參賽機會。可惜的是，儘管獲得此次比賽的第二名，美國花式滑冰協會並未選擇他參加北京冬奧會，此舉在當時引發了一些爭議。
為獲得世錦賽最低技術分，馬里寧參加了於荷蘭舉辦的挑戰者系列賽 ，並成功獲得冠軍。在世錦賽上，他以100.16位列短曲第四名; 而在長曲中，他的4S和4T都發生摔倒與降組的失誤，導致總分位列第九。賽後採訪中他表示：「我給自己太多壓力，只是非常想滑得好，但結果並不如意」。
在世青賽中，除了長曲的四周勾手跳發生些微的失誤外，其餘皆完美發揮，這使他打破青年組的短曲、長曲以及總分世界紀錄，以將近42分的分差獲得2022年的世青賽冠軍。
這個賽季，除了獲得2022美國花式滑冰錦標賽 的銀牌和世青賽冠軍外，馬里寧還在訓練中完成多種高難度跳躍。2022年1月，他成功完成4T+Eu+4S、4T+4T、4T+4Lo等高難度連跳 ; 2022年5月，他成功完成四周半跳 (4A)，這是歷史第一個有影像紀錄、沒有輔助的足周4A。

### 成年組

#### 2022-2023賽季：歷史第一個足周4A

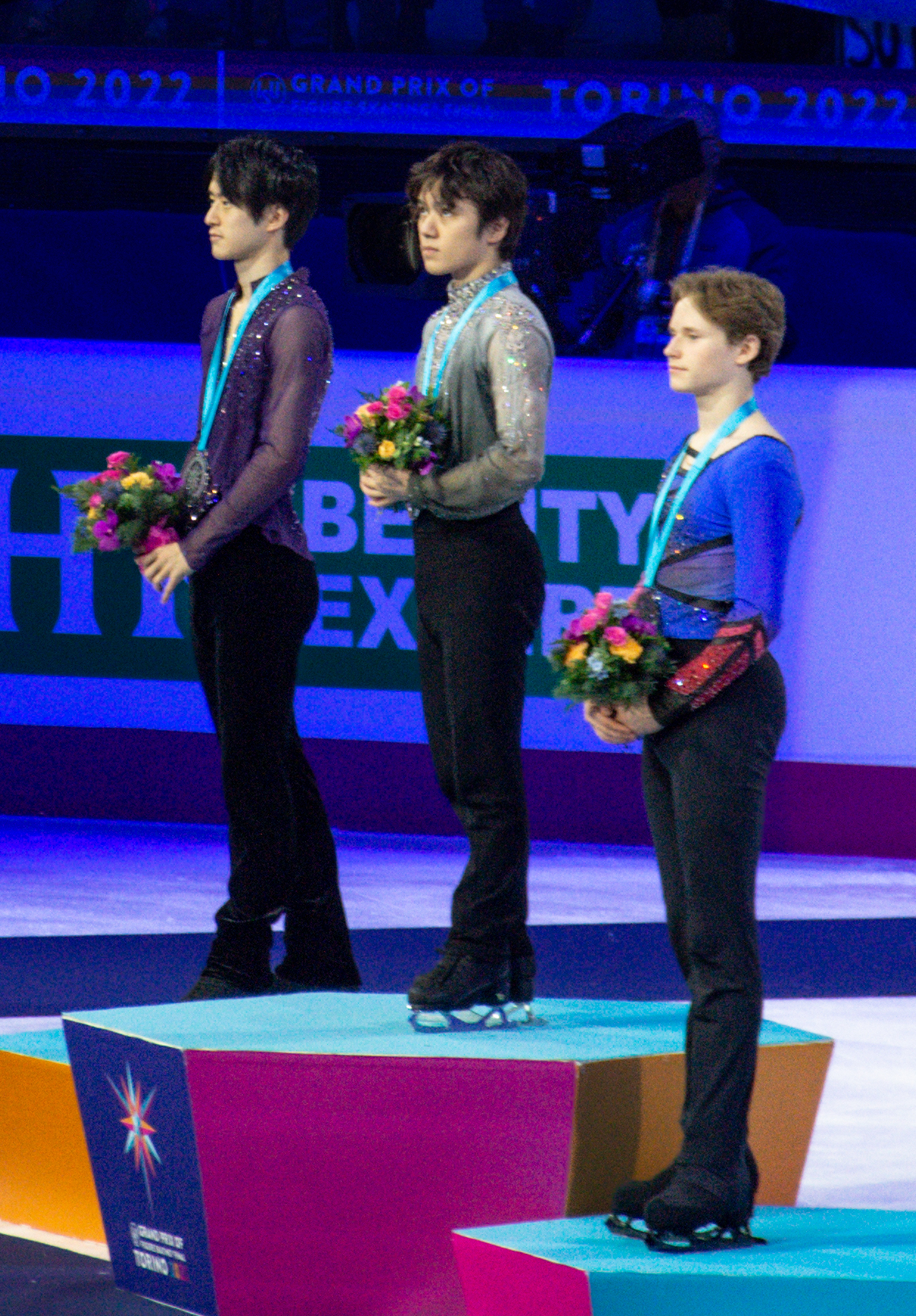
2022大獎賽

馬里寧以美國經典賽（CS U.S. International Figure Skating Classic）開啟他的新賽季，在短曲中由於四周跳皆發生失誤，導致暫居第六 ; 但在長曲中，他使用了五個四周跳完成逆轉，獲得冠軍，並完成歷史上第一個，也是目前唯一一個在正賽足周且正GOE的4A。美國前花滑運動員亞當·里彭 （Adam Rippon）稱這個4A為「有史以來發生在冰上最瘋狂的事情」。這也使他獲得ISU Skating Awards 2023的特殊成就獎。
大獎賽系列賽中，馬里寧首先參加了美國站。在短曲中，他的4T發生摔倒的失誤，位列第四。而在長曲中除了4Lz+Eu+3S的組合跳發生失誤外，其餘部分皆完美完成，這使他以總分以280.72分逆襲奪冠，成為歷史上最年輕的美國站冠軍。除此之外，他以幾乎完美的姿態再次成功落冰4A，並得到4.11的GOEs加分，這是到目前為止國際賽上最高分的單跳(16.61分）。芬蘭站前，由於左腳骨折的影響，因此馬里寧決定放棄使用4Lz，改使用4F，這是他第一次在正式比賽中使用這個跳躍。在短曲中，三個跳躍均發生些許失誤，位列第二，僅次於法國選手Kévin Aymoz。但在長曲中，他再次逆襲，以總分278.39獲得冠軍，順利晉級大獎賽總決賽。
大獎賽總決賽於義大利都靈舉行，首日的短曲中，馬里寧在第一跳與第二跳均發生滑出失誤(step out)，導致以80.10分位列第五。在長曲中，馬里寧僅發生些許失誤，這讓他的排名上升到總分第三、長曲第二，略為落後銀牌得主山本草太，這是他第一面成年組國際大賽獎牌。賽後採訪中馬里寧表示：「我的目標當然是能順暢地完成短曲，因為目前在它仍然有些混亂」 。
馬里寧作為金牌熱門選手之姿參加了2023年美國花式滑冰錦標賽。短曲中，他克服整個賽季以來的種種挑戰，以一場無懈可擊的表演位列短曲第一，並超出傑森·布朗（Jason Brow）10.11分的巨大優勢領先。賽後，他感慨到：「本賽季的每一場短節目都極其艱難，但我們對每次表現都進行了深刻反省，找到了需要改進之處，最終取得了今天的突破。」 在長曲中，馬里寧原計劃挑戰六個四周跳，但最終發生摔倒和降組的失誤。儘管他在長曲部分僅排名第二，落後於安德魯·托加謝夫（Andrew Torgashev），且僅以微弱優勢領先傑森·布朗（Jason Brow），但憑藉短曲的出色發揮，他最終成功摘得金牌。
隨後，在埼玉舉行的2023年世界錦標賽上，馬里寧於短曲中以100.38分位居第二，僅落後於宇野昌磨（Shoma Uno）。長曲中，他勇敢挑戰當時最具技術難度的編排，嘗試完成六個四周跳，其中三跳成功穩定落冰，包括令人矚目的四周半跳——。他的長曲得分為188.06分，在該部分排名第三，最終以總分288.44分位列第三，僅次於冠軍宇野昌磨和亞軍車俊煥（Jun-Hwan Cha）。

#### 2023-2024賽季：長曲世界紀錄與世錦賽冠軍
馬里寧以2023年CS秋季經典賽的金牌揭開新賽季的序幕，隨後他受邀代表北美隊參加日本公開賽（Japan Open），並在男子單人滑項目中拔得頭籌，而北美隊則以總成績排名第二。
在2023年大獎賽美國站（Skate America）中，馬里寧以近乎完美的短曲表現震撼全場，領先凱文·艾莫茲（Kévin Aymoz）近七分。他將這次表演形容為「至今職業生涯中最出色的一次。我全然融入音樂與表演之中，幾乎忘記了周遭的一切」。隨後，他在長曲中穩穩落地所有跳躍，以無懈可擊的表現刷新個人長曲（206.41分）與總得分（310.47分）的個人紀錄，成為國際賽事中少數突破200分和300分大關的選手之一。在2023年法國大獎賽（Grand Prix de France）中他斬獲銀牌，僅次於法國選手亞當·蕭鑫法（Adam Siao Him Fa），並成功晉級北京舉行的大獎賽總決賽。
在2023–24賽季北京大獎賽總決賽中，馬里寧再度超越極限，在短曲中成功完成史詩般的四周半跳，成為首位在短節目中完成此壯舉的選手。在長曲中，他成功完成除了4A以外的所有四周跳，以17.30分的巨大優勢力壓當時的世界冠軍宇野昌磨（Shoma Uno），加冕大獎賽總決賽金牌。
在2024年於蒙特利爾舉行的世界花式滑冰錦標賽上，儘管受到傷病的影響，馬里寧仍憑藉短曲105.97分的表現排名第三，僅次於宇野昌磨與日本選手鍵山優真。然而，在長曲中，他以無與倫比的技術再度展現驚人實力，成為歷史第一個完成六個四周跳得選手。他的長曲得分達227.79分，刷新世界紀錄，其中技術分更以137.18分再次突破歷史，以總分333.76分的絕對實力奪得世界冠軍。賽後，他表示：「我從沒有想過今天能有這樣的表現，甚至一週前，我還在擔心可能無法來到世錦賽的舞台。」、「我聽見一個小小的聲音在我耳邊呼喊著：『相信自己的肌肉記憶，相信過去所學的一切。無論你感覺好還是壞，你都必須為此戰鬥』。」

## 獎項
- 吉尼斯世界紀錄 ： 第一個成功落冰的四周半跳[20]
- 時代雜誌  ：2022 Time100 Next list[42]
- ISU Skating Awards 2023: 特殊成就獎（四周半跳）[25]
- ISU Skating Awards 2024：最有價值運動員[25]